# Melisa (roślina)
Melisa (Melissa L.) – rodzaj roślin należących do rodziny jasnotowatych. Należą do niego cztery gatunki. Występują one na obszarze od Azji Środkowej, poprzez Azję Zachodnią, południową Europę i północną Afrykę po wyspy Makaronezji. W Europie rośnie jeden gatunek, uprawiany także w Polsce – melisa lekarska M. officinalis. W naturze rośliny te rosną w widnych zaroślach. Melisa lekarska uprawiana jest ze względu na liście o silnie cytrynowym, aromatycznym zapachu. Są one używane do wykonywania potpourri, w ziołolecznictwie, do aromatyzowania napojów, w tym likierów.
Łacińska nazwa rodzaju (Melissa) pochodzi od greckiego określenia pszczoły (stgr. μέλισσα, mélissa) – rośliny tego rodzaju wydzielają bowiem dużo nektaru i są często odwiedzane przez pszczoły. Przyciągają je także terpenoidy wydzielane przez roślinę, analogiczne do tych produkowanych u pszczół w gruczołach Nasonowa.

## Morfologia
PokrójByliny osiągające do 1,5 m wysokości o łodydze czworokątnej, jak u innych przedstawicieli rodziny.
LiścieUlistnienie nakrzyżległe. Liście silnie aromatyczne, krótkoogonkowe, o blaszce owalnej, silnie pomarszczonej, na brzegu karbowanej.
KwiatyZebrane w nibyokółkach skupionych w szczytowej części pędu. Kielich zrosłodziałkowy, z 13 żyłkami przewodzącymi, dwuwargowy – z górną wargą z trzema ząbkami i dolną z dwoma. Korona jasnożółta, biała lub jasnoróżowa. U nasady zrośnięte płatki tworzą wygiętą rurkę rozszerzającą się ku gardzieli. Warga górna zakończona jest dwiema łatkami, a dolna trzema. Cztery pręciki w dwóch parach, nie wystają z rurki korony. Zalążnia złożona z dwóch owocolistków, dwukomorowa, w każdej komorze z dwoma zalążkami. Szyjka słupka pojedyncza, z dwudzielnym znamieniem o niemal równych ramionach.
OwoceCzterodzielne rozłupnie, rozpadające się na cztery pojedyncze rozłupki.

## Systematyka
Pozycja taksonomiczna
Rodzaj z plemienia Mentheae z podrodziny Nepetoideae z rodziny jasnotowatych (Lamiaceae Lindl.).
Wykaz gatunków
- Melissa axillaris (Benth.) Bakh.f.
- Melissa flava Benth.
- Melissa officinalis L. – melisa lekarska
- Melissa yunnanensis C.Y.Wu & Y.C.Huang